# Roadhouse (gruppo musicale)
I Roadhouse sono stati un gruppo hard rock formato dall'ex chitarrista dei Def Leppard Pete Willis.

## Storia
L'album omonimo fu pubblicato il 28 agosto 1991 dalla Vertigo, diversi singoli ne furono estratti: Tower Of Love, All Join Hands, Hell Can Wait.
Il gruppo fece da spalla al tour di Ian Gillan nel 1991, per poi sciogliersi subito dopo.

## Formazione
- Paul Jackson - voce
- Pete Willis - chitarra
- Richard Day - chitarra
- Wayne Grant - basso
- Trevor Brewis - batteria
- Brian Hall - chitarra (solo live)

## Discografia

### Album in studio
- 1991 - Roadhouse

### EP
- 1991 - Roadhouse (EP)

### Singoli
- 1991 - Tower of Love
- 1991 - All Join Hands
- 1991 - Hell Can Wait